# Línea Puerto de Santa María-Sanlúcar de Barrameda
La línea Puerto de Santa María-Sanlúcar de Barrameda, conocida coloquialmente como el «Tren de la playa», fue una pequeña línea férrea de 36,9 kilómetros de longitud que enlazaba El Puerto de Santa María con Sanlúcar de Barrameda pasando por varias localidades costeras. El ferrocarril estuvo operativo entre 1898 y 1985, fecha en que sería clausurado al tráfico. En la actualidad una parte del antiguo trazado se ha rehabilitado en la denominada Vía Verde Entre Ríos.

## Historia

### Construcción
Desde la primera mitad del siglo XIX hubo diversas iniciativas para construir una línea férrea que enlazara el Puerto de Santa María y Sanlúcar de Barrameda, si bien la mayoría de ellas no llegaron a materializarse. No sería hasta la década de 1880 cuando se constituyó la Compañía del Ferrocarril de Puerto de Santa María a Sanlúcar de Barrameda (FPS), que emprendió su construcción. El tramo entre el Puerto de Santa María y Chipiona fue abierto al tráfico el 16 de noviembre de 1892. No obstante, antes de que se completasen las obras, en 1897 la empresa propietaria transfirió sus derechos sobre la línea a la Compañía de los Caminos de Hierro Vecinales de Andalucía —de capital belga—, por lo que sería esta quien finalizase las obras. El tramo restante, entre Chipiona y Sanlúcar de Barrameda, fue inaugurado el 19 de junio de 1898.

### Explotación y evolución
Tras su puesta en servicio, la explotación de la línea nunca fue especialmente beneficiosa para la Compañía de los Caminos de Hierro Vecinales de Andalucía y, de hecho, esta debió hacer frente a frecuentes déficits y pérdidas. Esta situación se mantuvo hasta que en 1913 la línea fue adquirida por la Compañía de los Ferrocarriles Andaluces, si bien el proceso de absorción no se completaría del todo hasta 1919. Tras hacerse con el control de la línea, las infraestructuras estaban en un estado de conservación tan preocupante que «Andaluces» tuvo que acometer reparaciones y llegó a cerrar el trazado para la circulación durante un tiempo. Se de la circunstancia de que hasta 1919 la explotación de la línea se hizo al margen de la línea Jerez-Bonanza, sin que llegase a existir una combinación de servicios entre ambos trazados.
En 1936, durante la Segunda República, «Andaluces» fue incautada por el Estado debido a sus problemas económicos y la gestión de sus líneas férreas fue asignada a la Compañía Nacional de los Ferrocarriles del Oeste. Esta situación no duró mucho, ya que en 1941, con la nacionalización de la red férrea de ancho ibérico, el trazado pasó a manos de RENFE. Bajo la nueva propietaria, la línea mantuvo su existencia sin que se realizaran grandes inversiones en su infraestructura o instalaciones.
A comienzos de la década de 1980, el trazado se incorporó a la red de Cercanías Cádiz, pasando a circular por sus vías la línea «C-2». En 1984, el Ministerio de Transportes tomó la decisión de clausurar aquellas líneas de RENFE que fuesen muy deficitarias. Este fue el caso del ferrocarril entre El Puerto de Santa María y Sanlúcar de Barrameda, cuya explotación hacía tiempo que no era rentable. Aunque en un principio formó parte del grupo de líneas férreas cuyo posible mantenimiento en servicio se negociaría con las comunidades autónomas, finalmente el trazado fue clausurado el 1 de enero de 1985.